# Vliegvelden gesorteerd naar IATA-code H
Dit is een lijst van vliegvelden gesorteerd op IATA-code met de beginletter H.
| IATA | ICAO | Luchthaven                       | Stad        | Land                |
| ---- | ---- | -------------------------------- | ----------- | ------------------- |
| HAD  | ESMT | Halmstad                         | Halmstad    | Zweden              |
| HAH  | FMCH | Prins Said Ibrahim               | Moroni      | Comoren             |
| HAJ  | EDDV | Hannover Airport                 | Hannover    | Duitsland           |
| HAK  | ZGHK | Meilan                           | Haikou      | China               |
| HAM  | EDDH | Hamburg Airport                  | Hamburg     | Duitsland           |
| HAN  | VVNB | Nội Bài                          | Hanoi       | Vietnam             |
| HAU  | ENHB | Haugesund Karmøy                 | Haugesund   | Noorwegen           |
| HAV  | MUHA | Jose Marti Intl                  | Havana      | Cuba                |
| HBA  | YMHB | Hobart International Airport     | Hobart      | Australië           |
| HBE  | HEBA | Borg el Arab                     | Alexandrië  | Egypte              |
| HDY  | VTSS | Hat Yai International            | Hat Yai     | Thailand            |
| HEL  | EFHK | Helsinki-Vantaa                  | Helsinki    | Finland             |
| HER  | LGIR | Nikos Kazantzakis                | Heraklion   | Griekenland         |
| HET  | ZBHH | Hohhot Baita                     | Hohhot      | China               |
| HFE  | ZSOF | Luogang                          | Hefei       | China               |
| HFS  | ESOH | Hagfors                          | Hagfors     | Zweden              |
| HFT  | ENHF | Hammerfest                       | Hammerfest  | Noorwegen           |
| HGH  | ZSHC | Jianqiao                         | Hangzhou    | China               |
| HHN  | EDFH | Hahn                             | Frankfort   | Duitsland           |
| HHQ  |      | Hua Hin                          | Hua Hin     | Thailand            |
| HKG  | VHHH | Hongkong                         | Hongkong    | Hongkong            |
| HKT  | VTSP | Phuket International             | Phuket      | Thailand            |
| HLA  | FALA | Lanseria                         | Sandton     | Zuid-Afrika         |
| HLD  | ZBLA | Dongshan                         | Hailar      | China               |
| HLF  | ESSF | Hultsfred/Vimmerby               | Hultsfred   | Zweden              |
| HLP  | WIIH | Halim Perdanakusuma              | Jakarta     | Indonesië           |
| HND  | RJTT | Haneda Tokio                     | Tokio       | Japan               |
| HNL  | PHNL | Honolulu International           | Honolulu    | Verenigde Staten    |
| HOD  | OYHD | Hodeidah Intl                    | Hodeidah    | Jemen               |
| HOG  | MUHG | Frank Pais Intl                  | Holguín     | Cuba                |
| HOR  | LPHR | Horta                            | Horta       | Portugal            |
| HRB  | ZYHB | Taiping                          | Harbin      | China               |
| HRE  | FVHA | Harare                           | Harare      | Zimbabwe            |
| HRG  | HEGN | Hurghada International           | Hurghada    | Egypte              |
| HRL  | KHRL | Valley International             | Harlingen   | Verenigde Staten    |
| HST  | KHST | Homestead ARB                    | Homestead   | Verenigde Staten    |
| HSV  | KHSV | Huntsville Intl-Carl T.Jones Fld | Huntsville  | Verenigde Staten    |
| HTA  | UIAA | Kadala                           | Tsjita      | Rusland             |
| HTN  | ZWTN | Hotan                            | Hotan       | China               |
| HUF  | KHUF | Terre Haute Intl (Hulman Field)  | Terre Haute | Verenigde Staten    |
| HUI  | VVPB | Phu Bai                          | Hué         | Vietnam             |
| HUX  | MMBT | Bahias de Huatulco Int           | Huatulco    | Mexico              |
| HUY  | EGNY | Humberside                       | Humberside  | Verenigd Koninkrijk |
| HYD  | VOHY | Hyderabad Rajiv Gandhi           | Hyderabad   | India               |

A · B · C · D · E · F · G · H · I · J · K · L · M · N · O · P · Q · R · S · T · U · V · W · X · Y · Z · (alles)